# Palacio Munoa
El palacio Munoa fue propiedad del empresario y político Horacio Echevarrieta hasta su muerte, es uno de los edificios más emblemáticos de Baracaldo, en Vizcaya. Su historia y arquitectura lo convierten en un importante patrimonio cultural de la ciudad.
Fue construido en 1901 por el arquitecto Manuel María Smith siguiendo un estilo ecléctico que combina elementos neogóticos y neorrenacentista.
Su fachada y su amplio jardín lo convirtieron en una residencia señorial de la época.
En 1916 el matrimonio Echevarría-Echevarrieta encargó al arquitecto Ricardo de Bastida la reforma del antiguo caserón heredado, quien decidió convertirlo en una mansión de estilo Segundo Imperio Francés. Para ello construyó tres nuevos elementos: dos cuerpos laterales, una escalera imperial con terraza y un elegante remate para el alero.
Interiormente reestructuró el edificio en cuatro plantas. En el sótano colocó la cocina, bodega, sala de planchar, tendederos, carboneras y almacenes que daban paso a una elegante galería para acceder al jardín; en la planta baja incluyó un vestíbulo que daba acceso a una gran escalera, además de un gran salón con órgano, salones laterales, comedor, cuarto de costura, despacho y capilla; la planta noble acogió los dormitorios de la familia así como diversos baños; finalmente en el camarote incluyó las diversas habitaciones del servicio, desvanes y roperos.

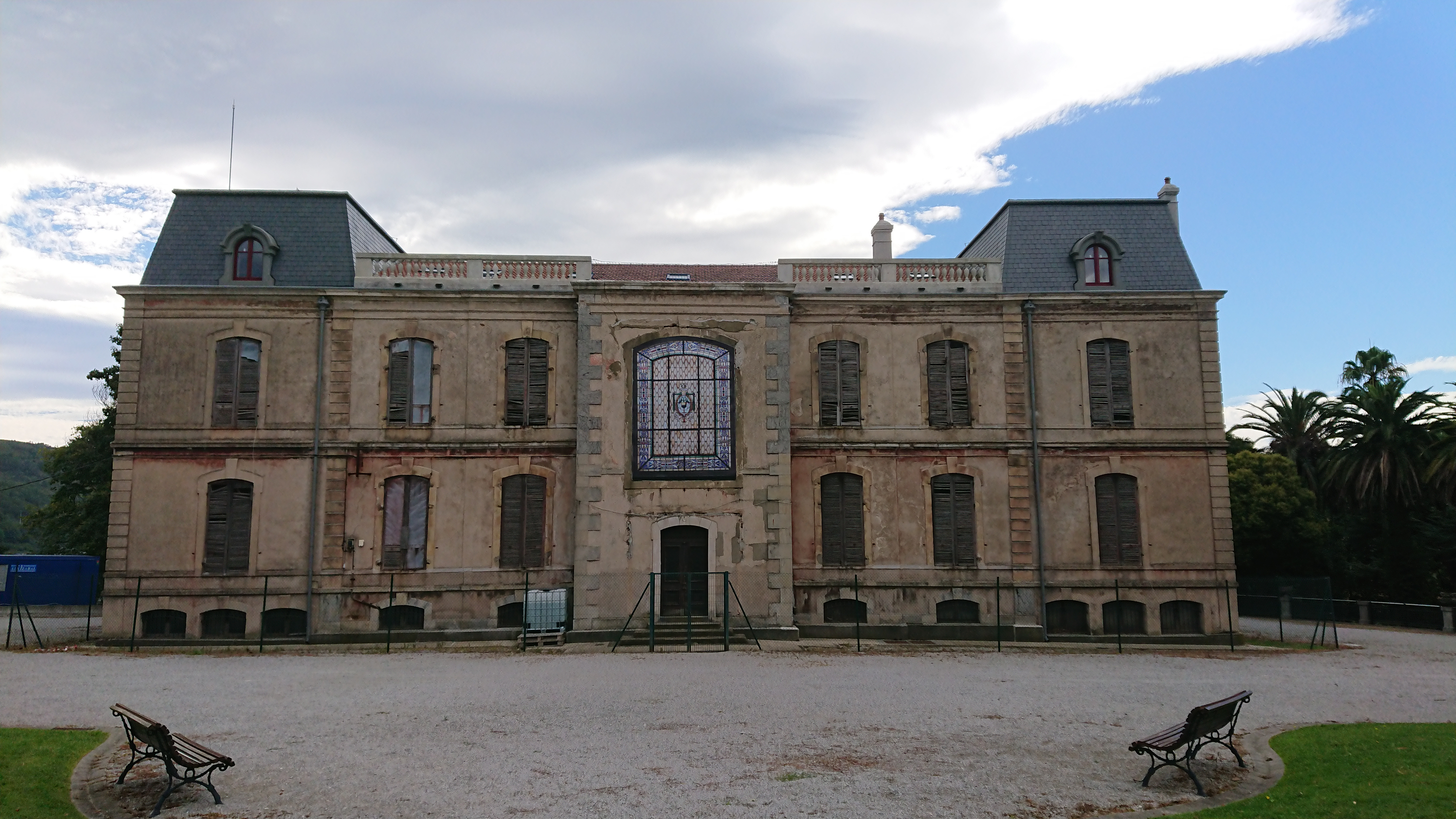
Palacio Munoa. Vista de zaguera

Bastida redecoró completamente todas las dependencias del palacio utilizando maderas lujosas para los empanelados, puertas, zócalos y suelos, recubriendo la parte alta de las paredes con entelados de telas adamascadas, usando ornamentación de yeso para los techos, diseñando modernos baños y fastuosas chimeneas, además de plantear una capilla en estilo neorrománico y una galería cubierta de azulejos decorativos que daba paso al jardín. 
Con ello creó un espectacular palacio que la propiedad se preocupó de completar y mejorar con una sobresaliente colección de obras de arte a lo largo de los años.

## El Jardín
La ordenación actual del jardín deriva de la evolución histórica de la finca que, inicialmente, comprendía el espacio existente entre la casa y la parte más baja de la propiedad, y que, en una segunda fase incorporó los terrenos comprendidos entre la casa y la actual calle Llano.

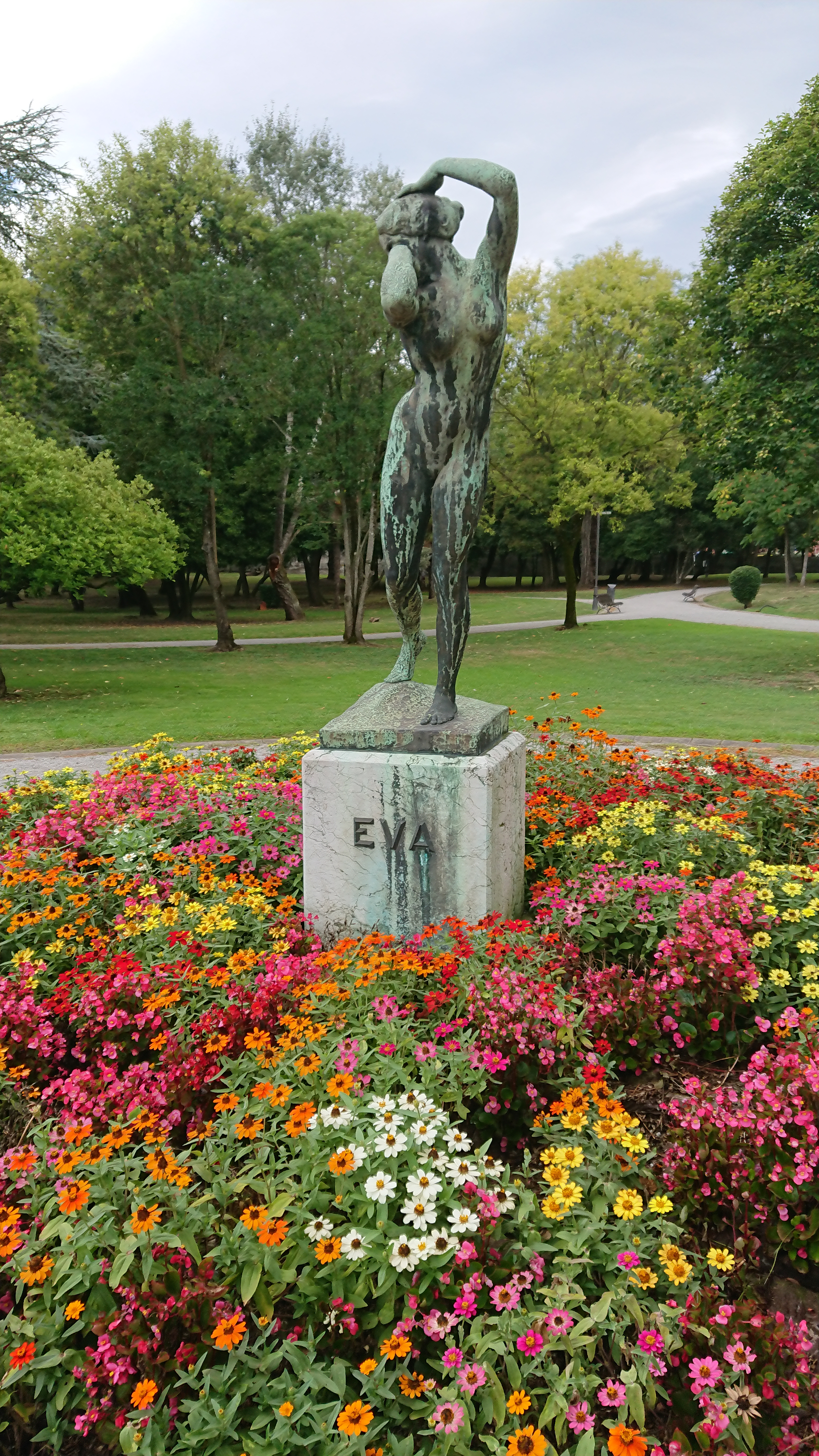
Estatua EVA

Se trata de un amplio espacio, de unas seis hectáreas, probablemente diseñado por el propio Bastida, que está pensado para dignificar el edificio principal y para garantizar la intimidad de sus moradores.
En su conjunto, se trata de un jardín de tipo inglés, caracterizado por un aspecto aparentemente natural, de densa y profusa vegetación, más acusada en las zonas alejadas del edificio principal. Se articula mediante senderos de trazado sinuoso y se completa con esculturas que, además de valor artístico, añaden romanticismo al espacio y demuestran la intención de crear un espacio de calidad para los habitantes del palacio.
El resultado es un ámbito ajardinado, tanto en llano como en pendiente, que, aunque vinculado directamente al edificio principal, también mantiene una relación espacial con el entorno metropolitano en el que se inserta y en el que introduce singulares valores de paisaje.
El acceso principal actual al jardín se resuelve a través del antiguo acceso de la parte alta de la finca, emplazado en la calle Llano, y que forma parte del muro de piedra del cerramiento original. La solución constructiva utilizada introduce unos elaborados pilares de sillería de piedra caliza que se conservan en buen estado, no obstante, ese acceso debiera recuperar y recolocar la herrería original retirada.

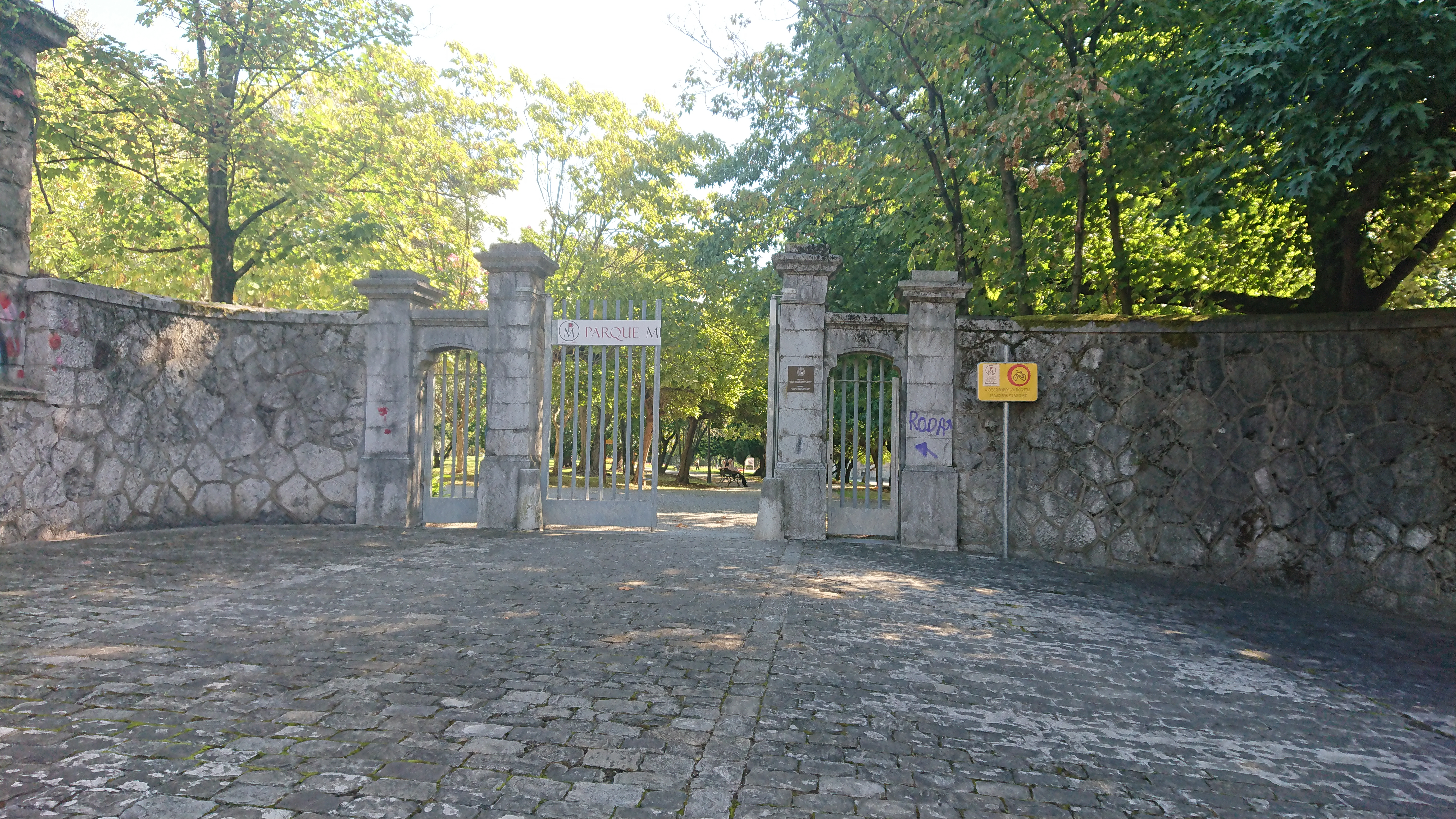
Entrada Principal

En cuanto a la traza organizadora del jardín y, a pesar de los cambios que ha tenido en su historia, es en buena parte reconocible y recuperable, por cuanto que los recorridos por el mismo se especifican en el plano del año 1925 levantado por Ismael Gorostiza.
Dentro de la urbanización del jardín se incluyen algunos elementos que forman parte del mismo y que contribuyen a dar estructura al jardín así como una mayor prestancia al conjunto monumental, como son: el amplio estanque emplazado en la parte alta de la finca, las esculturas del escultor Nemesio Mogrobejo, Eva, y del escultor Valentín Dueñas, Dama, y el mobiliario constituido por las balaustradas y los jarrones de la parte delantera del palacio y por los cuatro bancos colocados en forma de glorieta en la parte alta del jardín.
Con todo, lo principal del jardín es el conjunto de más de medio millar de árboles ornamentales y arbustos que contiene, entre otros, cedros, abetos, tilos, palmeras, chopos, pinos, y magnolios y que, en conjunto, constituyen un auténtico pulmón verde dentro de un entorno metropolitano de alta densidad de población.

## El Garaje
El edificio del garaje se emplaza junto al acceso principal de la parte alta de la finca. Dispone de planta baja y planta bajo cubierta amansardada, en su programa funcional, quedaba resuelto no solo el aparcamiento de vehículos sino también la vivienda del chófer.
Los elementos constructivos y compositivos que se utilizaron en la edificación del pabellón del garaje son similares a los empleados en el edificio del palacio, por lo que colaboran para conseguir una imagen coherente con la construcción del mismo. Actualmente, es necesario recuperar los elementos de recubrimiento de los muros y de la cubierta del pabellón original, así como los elementos que se conserven de la herrería original del acceso.

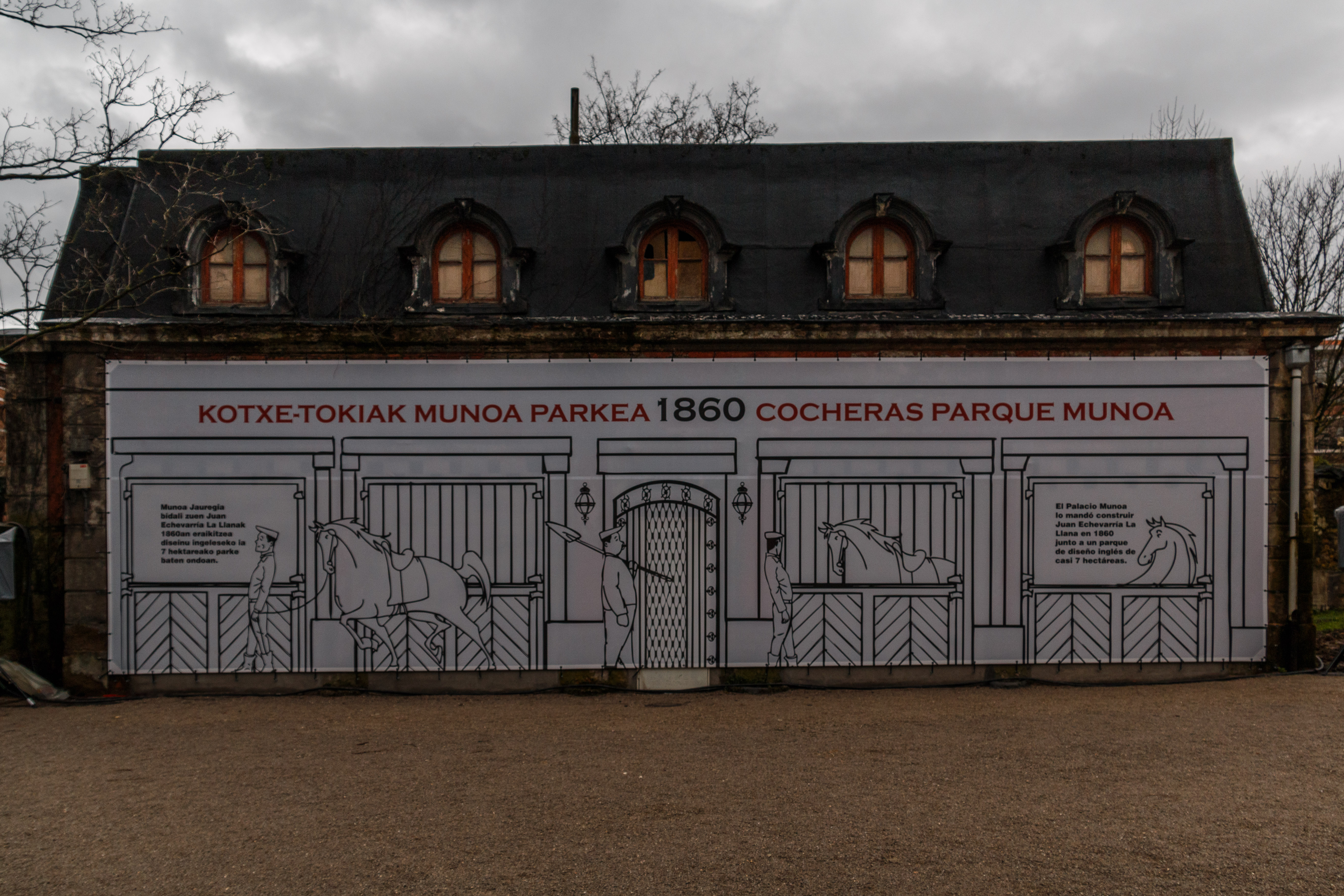
Cocheras

## Guerra civil española
Durante la Guerra Civil tuvo varios usos, siendo el más destacado el de Cuartel General Sanitario del Gobierno Vasco.
Dentro de la organización del Departamento de Sanidad Militar se establecieron diferentes oficinas, cada una con funciones específicas. Además de ser Cuartel General, en la finca que rodea el palacio, un hermoso jardín de estilo inglés, se estableció el Parque Móvil, la Intendencia de Transportes y el Servicio de Ambulancias. Según el historiador Koldobika López, el Palacio Munoa “fue utilizado principalmente como garaje para el parque móvil y como garaje del servicio de ambulancias”. Allí se guardaban coches y camiones para que los usaran los batallones, para repararlos o simplemente como desguace para coger piezas de coches irreparables. Su uso como centro hospitalario fue puntual, fue utilizado como hospital en momentos puntuales.
El Palacio Munoa también fue un espacio de acogida de refugiados provenientes principalmente de Guipúzcoa.
Con la entrada de las tropas franquistas, el lugar fue utilizado como estacionamiento para vehículos militares, hecho que provocó numerosos desperfectos en la finca.
La finca y el palacio pertenecieron a los herederos de Horacio Echevarrieta hasta el año 2014, año en el que fue adquirida por el Ayuntamiento de Baracaldo.

## Litigio y Adquisición
En 1982 el Ayuntamiento se autoimpuso en las normas urbanísticas abrir el majestuoso complejo al público, pero antes debía expropiar sus 64.652 metros cuadrados de superficie. Y ahí surgieron los problema. Sus propietarios pedían más de 72 millones de euros por los terrenos y la institución local les ofrecía apenas 12. Hasta que en el 2015, tras varios juicios y recursos, finalmente se hizo con el edificio y el parque adyacente por una cantidad de 18 millones de euros. Las obras de arte más destacadas que contenía fueron vendidas a diferentes museos.
El jardín se abrió al público el viernes, 13 de marzo de 2015.

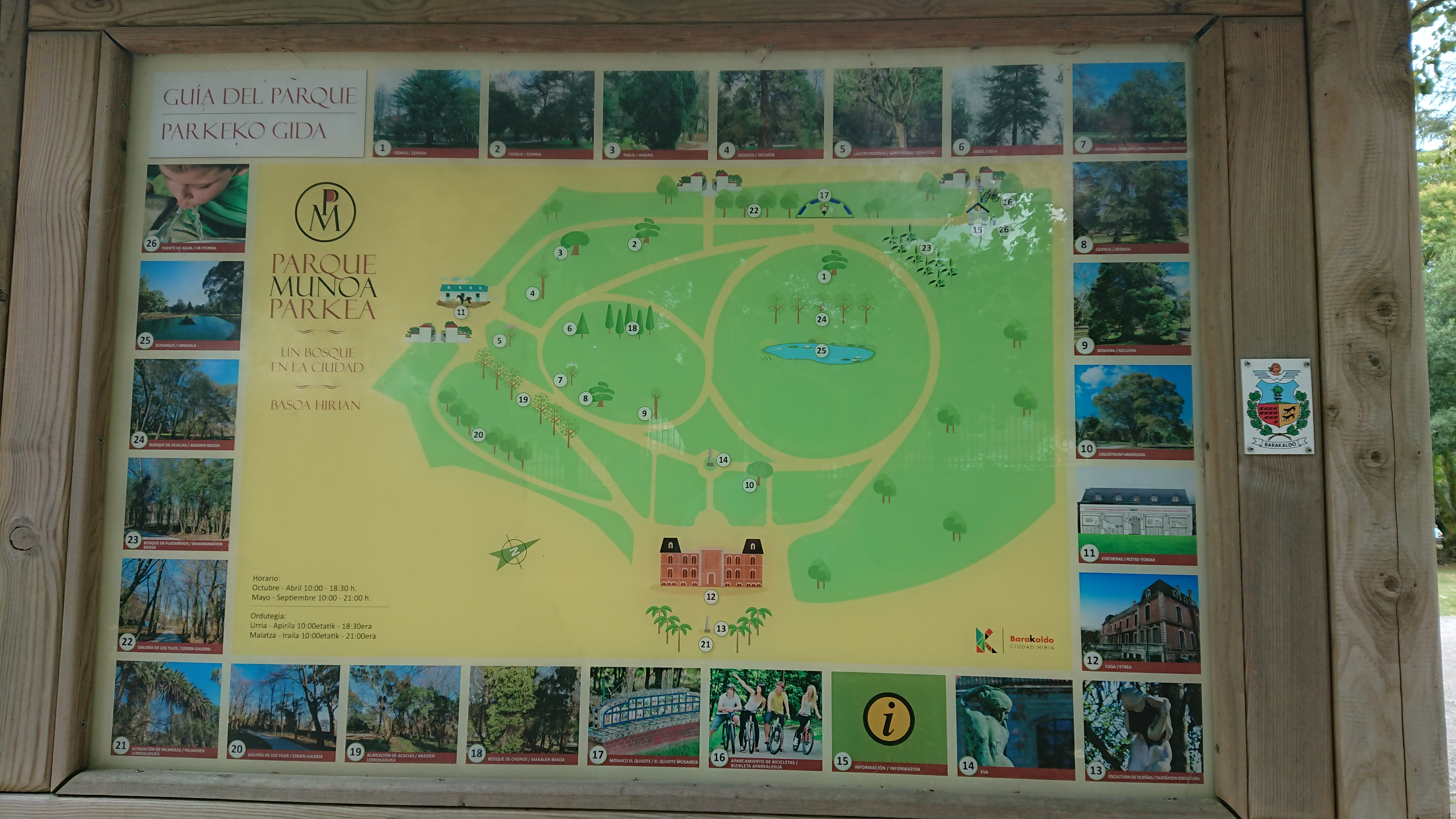
Plano Jardín Palacio Munoa

## Visitas guiadas
El programa Munoa Barrutik ofrece visitas guiadas al interior del Palacio Munoa, las inscripciones están abiertas a través de la sede electrónica www.barakaldo.eus, la App Barakaldo, el 010 y las tres oficinas del SAC.
El programa Munoa Barrutik es una experiencia única para conocer este enclave barakaldés, reconocido como Conjunto Monumental, las visitas guiadas son con grupos de hasta 20 personas. Las personas interesadas en descubrir la joya de Barakaldo, pueden apuntarse en cualquiera de los 48 recorridos previstos en junio, septiembre y octubre.
Munoa Barrutik llegaba a la ciudad en 2019, después de haber recuperado y rehabilitado la cubierta del palacio con una inversión de 374.307,28 euros. Las visitas se realizan los sábados de 17.00 a 18.00 horas y los domingos de 11.30 a 12.30 horas y de 13.00 a 14.00 horas. El recorrido se realiza por la planta noble del palacio, recorriendo el vestíbulo, el pasillo, el gran salón, el comedor, el office, la capilla, el despacho de Horacio Echevarrieta, dos salones más, la escalera y la vidriera.
La iniciativa tiene un coste de 2 euros, 1 euro para jubilados, pensionistas, desempleados y menores de entre 7 y 12 años. Suele ser gratuita para los menores de entre 0 y 6 años.

## Horario de apertura
Lunes – domingo
10:00 AM – 21:30 PM